# Denali
El monte Denali o McKinley es la montaña más alta de América del Norte, con una altitud de 6190 m s. n. m. Está situado en la cordillera de Alaska, en el centro-sur del estado de Alaska (Estados Unidos). A pesar de no ser uno de los más altos del mundo, el desnivel que hay que superar (unos 4000 m desde el campo base) y las bajas temperaturas, dada su cercanía al círculo polar ártico, hacen del monte uno de los más complicados de ascender.
Su nombre oficial, Monte McKinley, hace honor al vigésimo quinto presidente de Estados Unidos, William McKinley. Su nombre común, Denali, proviene de las lenguas atabascanas de la región y significa «El más grande».

## Situación

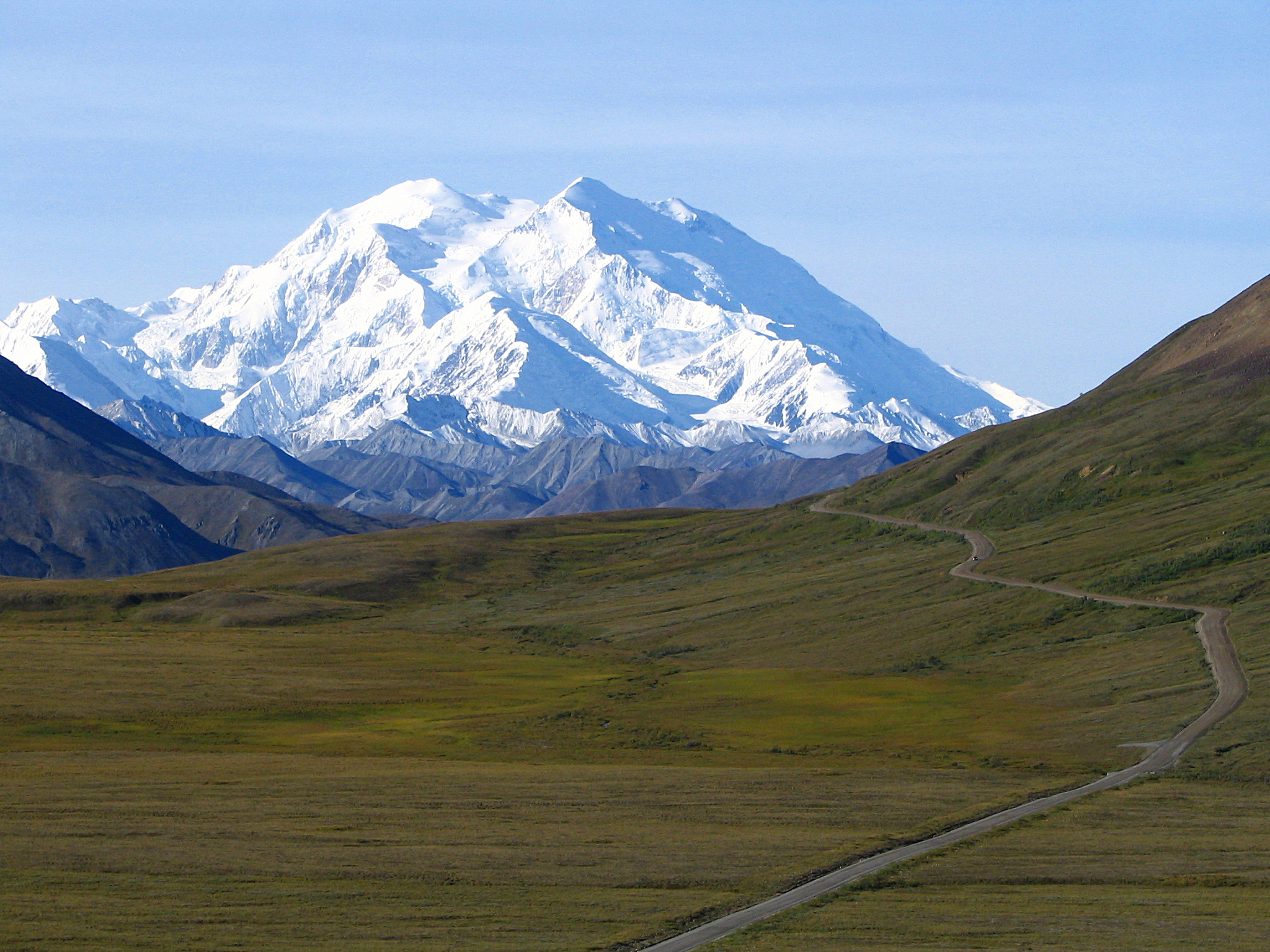
Denali desde la llanura.

Se encuentra en el parque nacional y reserva Denali, formando parte de la cordillera de Alaska, con 6168 m s. n. m., donde a su vez se encuentran importantes cumbres, como el monte Hunter, el monte Foraker, o el monte Huntington. A tan solo tres grados del círculo polar ártico (63°5′52,34″N), es la elevación superior a seis mil metros más septentrional del mundo. Todas las demás cumbres de más de 6000 m están situadas entre 43ºN y 33ºS.

## Denominación
En 1896 la montaña fue bautizada por un buscador de oro como "monte McKinley" (de forma oficial en 1917) en honor del entonces candidato y futuro 25.º presidente de Estados Unidos, William McKinley. Activistas en pro de los derechos de los amerindios comenzaron a presionar por la recuperación del nombre nativo Denali que, de hecho, era el preferido por los montañistas.
Cuando el Parque Nacional de Denali fue establecido en 1980, el estado de Alaska hizo cambiar el nombre, pero no así el Comité de Nombres Geográficos de Estados Unidos, que mantuvo el nombre de "McKinley".
El 30 de agosto de 2015, justo antes de una visita presidencial de Barack Obama a Alaska, se anunció que el orónimo "Denali" sería establecido en honor a las comunidades nativo americanas, de acuerdo con la designación de la Junta Geográfica de Alaska. La batalla por el nombre del monte enfrentó en el Congreso a los legisladores de Alaska con los de Ohio, de donde era natural McKinley.
El 20 de enero de 2025, el presidente Donald Trump firmó una orden ejecutiva para restablecer el nombre de «Monte McKinley», aunque dicho documento no menciona ningún cambio de nombre para el Parque nacional y reserva Denali. Ante la medida de Trump, dos senadores republicanos de Alaska, Lisa Murkowsi y Dan Sullivan, y líderes nativo americanos se han manifestado en contra.

## Aspectos destacados
El Denali es el tercer pico ultraprominente del mundo, con una prominencia de 6140 m «superior» a la del Everest (en sentido supuesto de desnivel, ya que el Everest no tiene prominencia teórica al no haber otro pico más alto en el mundo). Pese a que es 2700 m más alto, el hecho de tener la base en la meseta del Tíbet (a una altitud de 5200 m) haría que su «prominencia real» fuese solo de 3700 m. La base del Denali está situada en una meseta de unos 600 m de altitud, convirtiéndose así en una «pared» de 5500 metros.
La montaña también se caracteriza por conferir a los escaladores un inusual alto riesgo de padecer el llamado mal de altura, lo que añadido a la presencia perenne de un clima polar, debido a su latitud y la proximidad a una corriente en chorro. En el ecuador, una montaña de esta altura tendría un 47 % más de oxígeno disponible en su cima.

## Clima

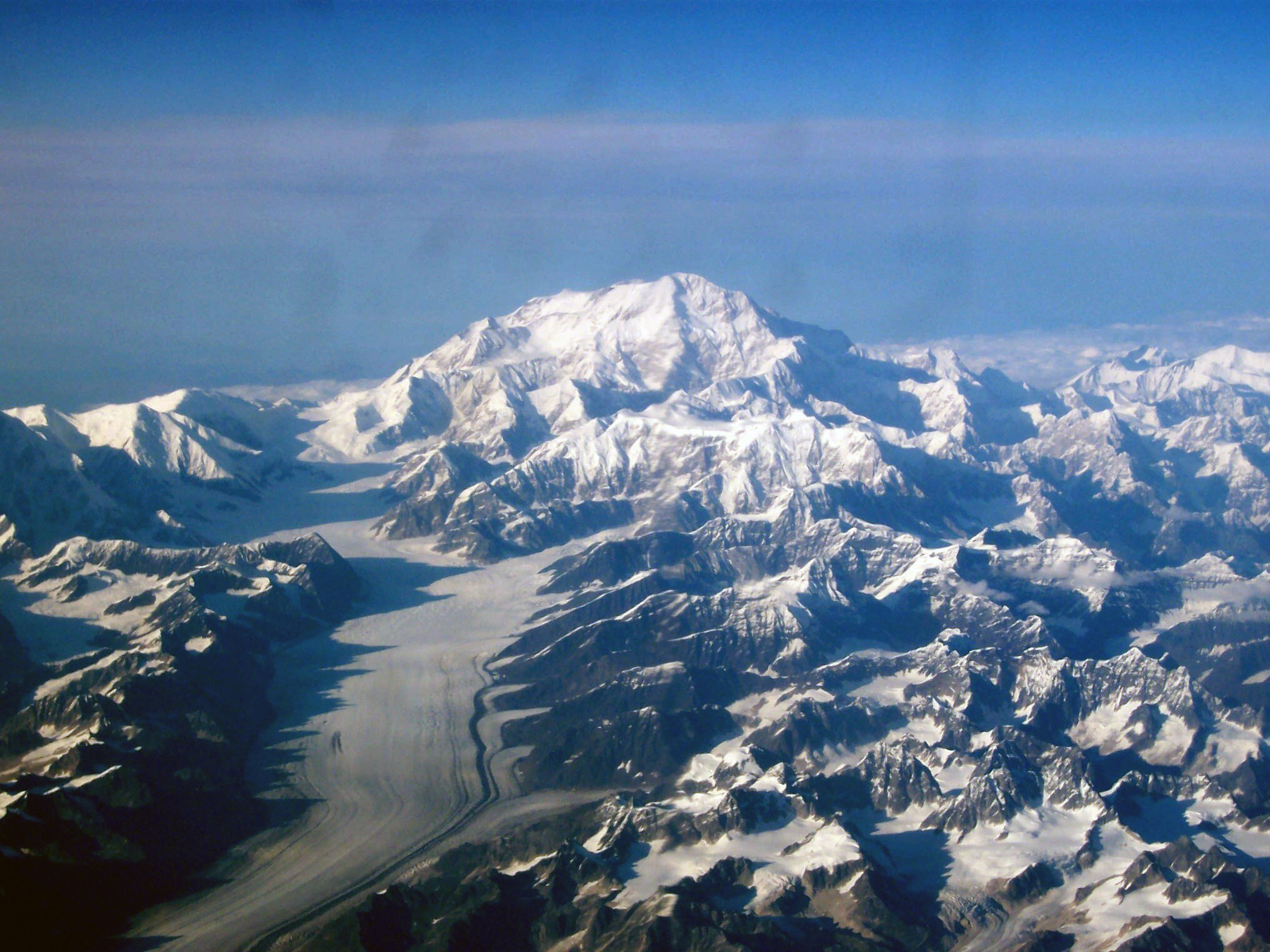
Vista aérea de la cumbre del Denali desde el sur.

El clima en Denali combina el clima polar propio de la región en la que se encuentra con el clima de montaña dada su altitud. Esto se traduce en unas condiciones meteorológicas muy extremas. Las heladas y las abundantes nevadas, presentes todo el año, dificultan la vida vegetal y animal, así como la propia ascensión para los alpinistas. Otro factor determinante de este clima tan frío es el viento, que puede llegar a alcanzar los 100 km/h en la cumbre.
En junio de 2002, se colocó una estación meteorológica al nivel de los 5800 m de altitud. Esta estación meteorológica fue diseñada para transmitir datos en tiempo real, para su uso por el público en la escalada y la comunidad científica.
La estación meteorológica registró una temperatura de −59,7 °C el 1 de diciembre de 2003. El día anterior, el 30 de noviembre de 2003, una temperatura de −59,1 °C que, combinado con viento a una velocidad de 29,6 km/h, produjo una sensación térmica récord en el continente norteamericano de −83,4 °C.
Incluso en julio, esta estación meteorológica ha registrado temperaturas de hasta −30,5 °C.

## Historia

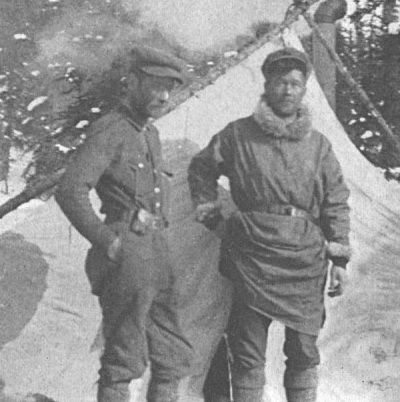
Hudson Stuck y Harry Karstens, colíderes de la primera ascensión exitosa al Denali en 1913.

Pasó a ser ya conocido por los amerindios, quienes lo bautizaron como Denali, los primeros hombres blancos que contemplaron el monte fueron los exploradores de la fiebre del oro, a finales del siglo xix. Maravillados por su impresionante silueta, no tardaron en organizar expediciones a su cumbre.
El médico Frederick A. Cook, después de dos intentos fallidos de encontrar una vía para alcanzar la cumbre, decidió en agosto de 1906 hacer un último intento, solamente acompañado por un ayudante nativo. A su regreso, aseguró que había alcanzado la cumbre, consiguiendo así un gran reconocimiento como alpinista. Tras la publicación del libro To the Top of the Continent, donde se narraba la hazaña, incluidas supuestas fotos de la cumbre, varios exploradores que le acompañaron en sus primeros intentos aseguraron conocer el sitio exacto donde fueron tomadas las fotografías. Esto les llevó en 1910 a organizar una expedición para desmentir la versión del doctor, y siguiendo la ruta que había descrito, llegaron al punto que consideraban como el final de la historia real y tomaron las mismas fotografías que publicó Cook. Estaban a unos 30 km de la cumbre. Mientras tanto, un grupo de montañistas que había partido rumbo a la cumbre por el sur volvió asegurando que había llegado y que, para demostrarlo, habían dejado un asta de 4 m en la que habían izado una bandera.
Ya en 1912, Brown y Parker, quienes habían formado parte del equipo en la expedición para desmentir a Cook, volvieron a intentarlo, con la ayuda de un tercer hombre, Merle LeVoy. Tras una dura ascensión y dadas las malas condiciones climatológicas, tomaron la decisión de volver al campamento base cuando casi habían alcanzado la cumbre. Entre los muchos percances que encontraron en su camino, cabe destacar que nada más bajar sintieron uno de los mayores terremotos conocidos, el que acompañó la erupción volcánica de Katmai. Todos los grandes picos de hielo que tuvieron que escalar quedaron reducidos a bloques de hielo esparcidos por la nieve.
Más tarde, otro hombre decidió intentarlo. Su nombre era Hudson Stuck, misionero de unos cincuenta años. En compañía de su equipo (Hudson Stuck, Harry Karstens, Walter Harper y Robert Tatum) tomaron la misma ruta norte que siguieron Brown y Parker. Tras varias semanas de ascensión por la ruta destrozada por el terremoto, el 7 de junio de 1913 partieron rumbo a la cumbre. Tras pasar por el punto en donde se quedaron Brown y Parker, no tardaron en alcanzarla. En ella no encontraron ningún mástil de madera, pero hicieron un gran hallazgo: se dieron cuenta de que el monte tenía un segundo pico situado más al sur, más bajo. Tras contemplarlo detenidamente con los prismáticos, se dieron cuenta de que, efectivamente, había un asta clavada en la nieve. Pasaron 19 años hasta que otro grupo de alpinistas, entre los que se encontraba el principal responsable del parque Denali, lo intentara.
El 20 de junio de 2019, el deportista ecuatoriano-suizo Karl Egloff logró establecer el récord de ascenso y descenso en 11 horas y 45 minutos.

### Línea de tiempo

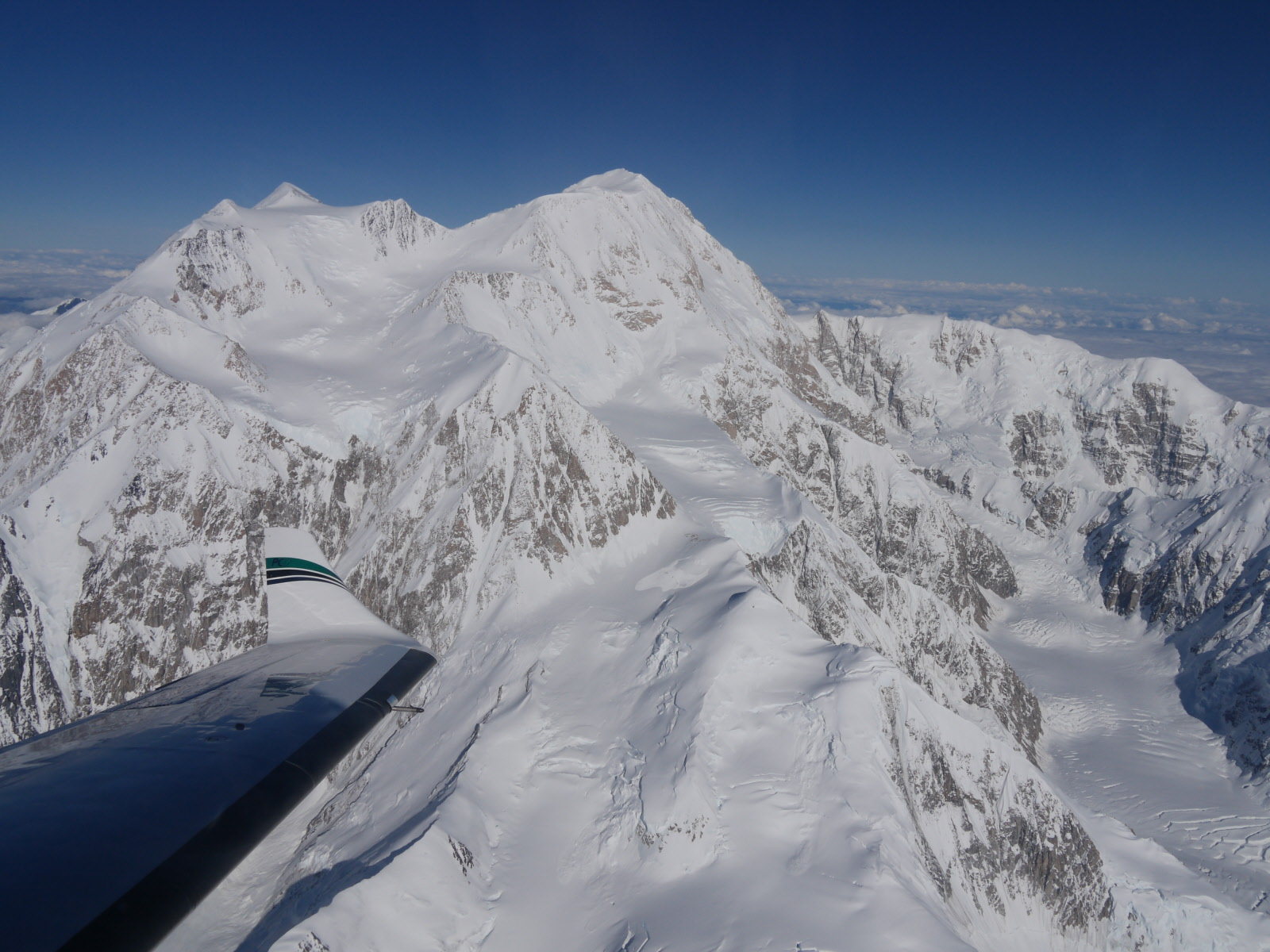
West Buttress de Denali (desde la parte inferior izquierda hasta la superior derecha), agosto de 2010, vista aérea.

Imagen tridimensional giratoria de la montaña. Una representación tridimensional de la montaña creada con datos topográficos.

- 1896-1902: Estudios realizados por Robert Muldrow, George Eldridge y Alfred Brooks.[11]
- 1913: Primera ascensión, por Hudson Stuck, Harry Karstens, Walter Harper y Robert Tatum por la ruta del glaciar Muldrow.[12]
- 1932: Segunda ascensión, por Alfred Lindley, Harry Liek, Grant Pearson y Erling Strom. (Se escalaron ambos picos)[13][14]
- 1947: Barbara Washburn se convierte en la primera mujer en alcanzar la cumbre, mientras que su marido Bradford Washburn se convierte en la primera persona en hacer cumbre dos veces.[15]
- 1951: Primera ascensión de la ruta del contrafuerte oeste, dirigida por Bradford Washburn.
- 1954: Primera ascensión de la larguísima Ruta del Contrafuerte Sur por George Argus, Elton Thayer (fallecido en el descenso), Morton Wood y Les Viereck. El deterioro de las condiciones detrás del equipo les empujó a realizar la primera travesía del Denali. El Gran Circo Traleika, donde acamparon justo debajo de la cumbre, fue rebautizado como Cuenca Thayer, en honor al alpinista caído.[16][17]
- 1954 (27 de mayo) Primera ascensión por el Northwest Buttress al North Peak por Fred Beckey, Donald McLean, Charles Wilson, Henry Meybohm y Bill Hackett.[18]
- 1959: Primera ascensión de la Costilla Oeste, que ahora es una ruta popular y ligeramente técnica para llegar a la cumbre.[16]
- 1961: Primera ascensión de la cresta Cassin, que lleva el nombre de Riccardo Cassin y es la ruta técnica más conocida de la montaña.[19] Los miembros del equipo de la primera ascensión son: Riccardo Cassin, Luigi Airoldi, Luigi Alippi, Giancarlo Canali, Romano Perego y Annibale Zucchi.[20][21]

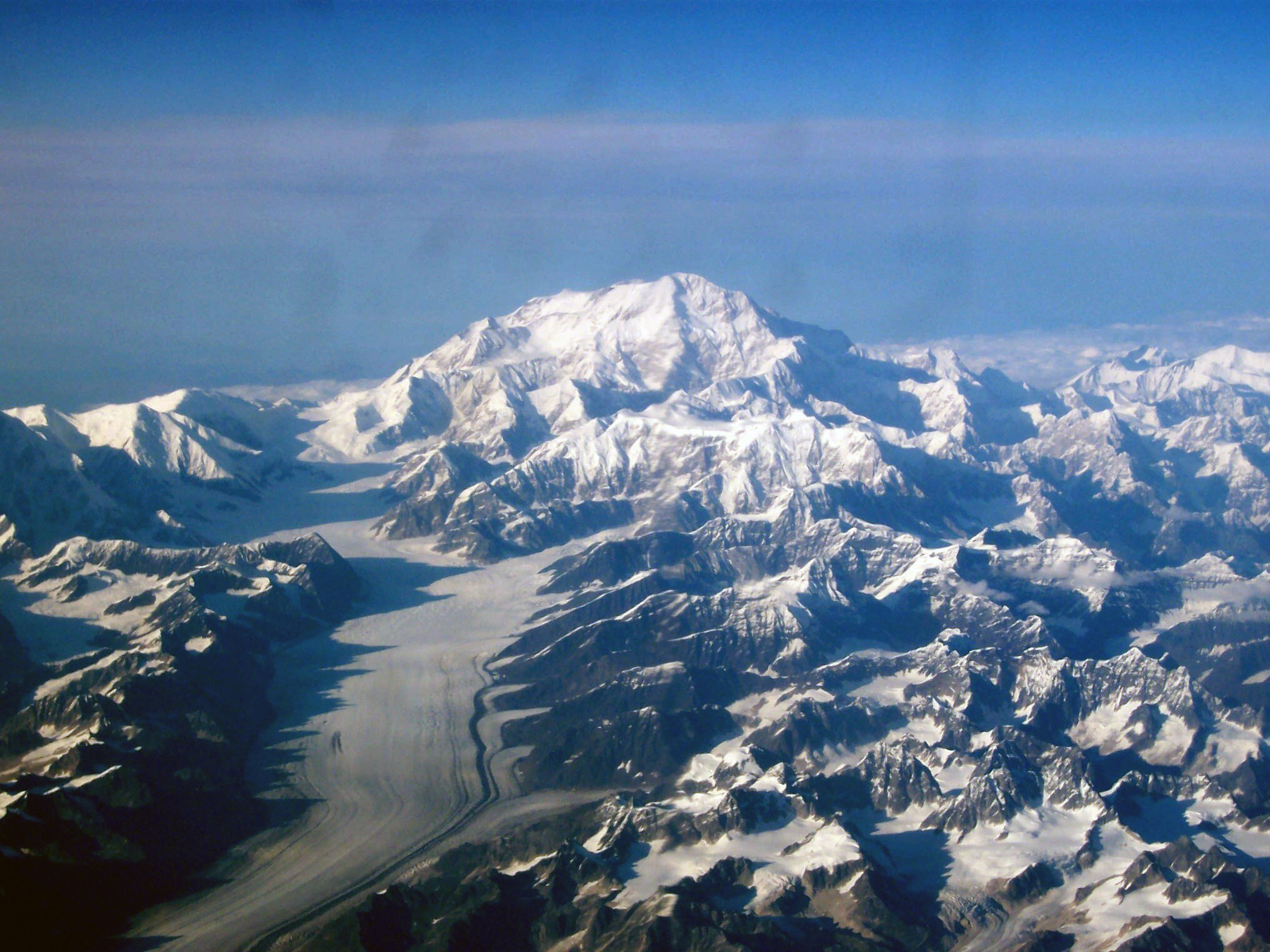
Vista del sur desde 8.200 m (27.000 pies), montaña rodeada por muchas montañas más pequeñas y un glaciar

- 1962: Primera ascensión del espolón sureste, equipo de seis escaladores (C. Hollister, H. Abrons, B. Everett, Jr., S. Silverstein, S. Cochrane y C. Wren)[22]
- 1963: Un equipo de seis alpinistas (W. Blesser, P. Lev, R. Newcomb, A. Read, J. Williamson, F. Wright) realiza la primera ascensión al Collado Este. La cumbre se alcanzó a través de Thayer Basin y Karstens Ridge. Véase AAJ 1964.
- 1963: Dos equipos realizan la primera ascensión de dos rutas diferentes en la pared Wickersham.[23][24]
- 1967: Primera ascensión invernal, por la West Buttress, por Dave Johnston, Art Davidson y Ray Genet.[25]
- 1967: Siete miembros de la expedición de doce hombres de Joe Wilcox perecen, mientras están varados durante diez días cerca de la cumbre, en lo que se ha descrito como la peor tormenta registrada. Hasta ese momento, era el tercer peor desastre de la historia del alpinismo en términos de vidas perdidas[87]. Antes de julio de 1967, sólo cuatro hombres habían perecido en el Denali.[26]
- 1970: Primera ascensión en solitario de Naomi Uemura.[27]
- 1970: Primera ascensión de un equipo femenino (las "Damiselas del Denali"), liderado por Grace Hoeman y la posteriormente famosa alpinista americana Arlene Blum junto con Margaret Clark, Margaret Young, Faye Kerr y Dana Smith Isherwood.[28][16]
- 1972: Primer descenso con esquís por la escarpada cara suroeste, por Sylvain Saudan, "Esquiador de lo imposible".
- 1976: Primera ascensión en solitario de la cresta de Cassin por Charlie Porter, una escalada "adelantada a su tiempo".[20]
- 1979: Primera ascensión por equipo de perros lograda por Susan Butcher, Ray Genet, Brian Okonek, Joe Redington, Sr., y Robert Stapleton.[16]
- 1984: Uemura vuelve a realizar la primera ascensión invernal en solitario, pero fallece después de hacer cumbre. Tono Križo, František Korl y Blažej Adam, de la Asociación Eslovaca de Montañismo, escalan una ruta muy directa hacia la cumbre, ahora conocida como la Ruta Eslovaca, en la cara sur de la montaña, a la derecha de la cresta Cassin.
- 1988: Primera ascensión invernal en solitario con éxito. Vern Tejas escaló en solitario el Contrafuerte Oeste en febrero y marzo, ascendió con éxito y descendió.[29]
- 1990: Anatoli Boukreev escaló la Costilla Oeste en 10 horas y 30 minutos desde la base hasta la cumbre, lo que supuso en su momento el récord de ascenso más rápido.[30]
- 1997: Primera ascensión con éxito por la bifurcación oeste del glaciar Traleika hasta la cresta Karstens, bajo la torre Browne. Esta vía fue bautizada como "Butte Direct" por los escaladores Jim Wilson y Jim Blow.[31][32]
- 2015: El 24 de junio, un equipo de topografía dirigido por Blaine Horner colocó dos receptores de posicionamiento global en la cumbre para determinar la posición y la elevación precisas de la cumbre. La profundidad de la nieve en la cumbre se midió en 4,6 m (15 pies). El Servicio Geodésico Nacional de los Estados Unidos determinó posteriormente que la elevación de la cumbre era de 6.190 metros (20.310 pies).
- 2019: El 20 de junio, Karl Egloff (suizo-ecuatoriano) estableció nuevos récords de velocidad para el ascenso (7h 40m) y el viaje de ida y vuelta (11h 44m), comenzando y regresando a un campamento base a 7,200 pies (2,200 m) en el glaciar Kahiltna[33][34]